# Mannō
Mannō (まんのう町?) è una cittadina giapponese della prefettura di Kagawa.